# Ilypnus
Az Ilypnus a csontos halak (Osteichthyes) főosztályának a sugarasúszójú halak (Actinopterygii) osztályába, ezen belül a sügéralakúak (Perciformes) rendjébe, a gébfélék (Gobiidae) családjába és a Gobionellinae alcsaládjába tartozó nem.

## Rendszerezés
A nembe az alábbi 2 faj tartozik:
- Ilypnus gilberti (Eigenmann & Eigenmann, 1889)
- Ilypnus luculentus (Ginsburg, 1938)